# 大見英明
大見 英明（おおみ ひであき、1958年12月 - ）は、日本の実業家。愛知県安城市出身。

## 経歴
1977年愛知県立刈谷高校卒業。1982年北海道大学教育学部卒業。1982年生活協同組合市民生協に入協。1993年生活協同組合コープさっぽろルーシー店支配人。1997年同参事。同リニューアル本部本部長。1998年同水産部長。2002年同理事・同商品本部本部長・2004年同常務理事。2006年同専務理事。2007年同理事長。2022年小樽商科大学商学部特認教授。
2025年6月13日、日本生協連副会長に選任。
日本トレーサビリティ協会代表や食品表示検定協会副代表、日本流通産業（ニチリウ）取締役も務める。